# Мамытов, Талант Турдумаматович
Талант Турдумаматович Мамытов (кирг. Талант Турдумамат уулу Мамытов; род. 14 марта 1976 года, г. Майлуу-Суу, Джалал-Абадская область, Киргизская ССР, СССР) — киргизский политический деятель. Торага Жогорку Кенеша с 4 ноября 2020 по 5 октября 2022 года, исполняющий обязанности президента Кыргызстана с 14 ноября 2020 года по 28 января 2021 года.

## Биография
Родился 14 марта 1976 года в городе Майлуу-Суу Джалал-Абадской области.

### Образование
Имеет высшее юридическое образование.
В 1993 году поступил на юридический факультет Киргизского национального университета им. Ж. Баласагына, который окончил в 1998 году.

### Работа в прокуратуре
В 2000 году начал работу прокурором в отделе по надзору за исполнением законов и законностью правовых актов прокуратуры Баткенской области.
С 2001 по 2002 год работал прокурором отдела по надзору за соответствием судебных постановлений закону в прокуратуре Джалал-Абадской области.
С 2002 по 2004 год являлся старшим следователем Джалал-Абадской городской прокуратуры.
C 2004 по 2005 год был помощником прокурора Чаткальской районной прокуратуры.
С 2005 по 2006 год занимал должность прокурора отдела в Управлении организационного обеспечения и международных связей Генеральной прокуратуры Кыргызстана.
С апреля по декабрь 2006 года был заместителем прокурора Иссык-Атинского района Чуйской области.
С 2006 по 2007 годы был заместителем прокурора Сузакского района Джалал-Абадской области, с 2007 по 2009 год работал прокурором Тогуз-Тороуского района Джалал-Абадской области.

### Политическая деятельность
В 2010 году был избран депутатом Жогорку Кенеша Киргизской Республики V созыва от политической партии «Ата-Журт».

В 2015 году был избран депутатом Жогорку Кенеша Киргизской Республики VI созыва от политической партии «Республика-Ата Журт». Является заместителем лидера парламентской фракции «Республика-Ата Журт».

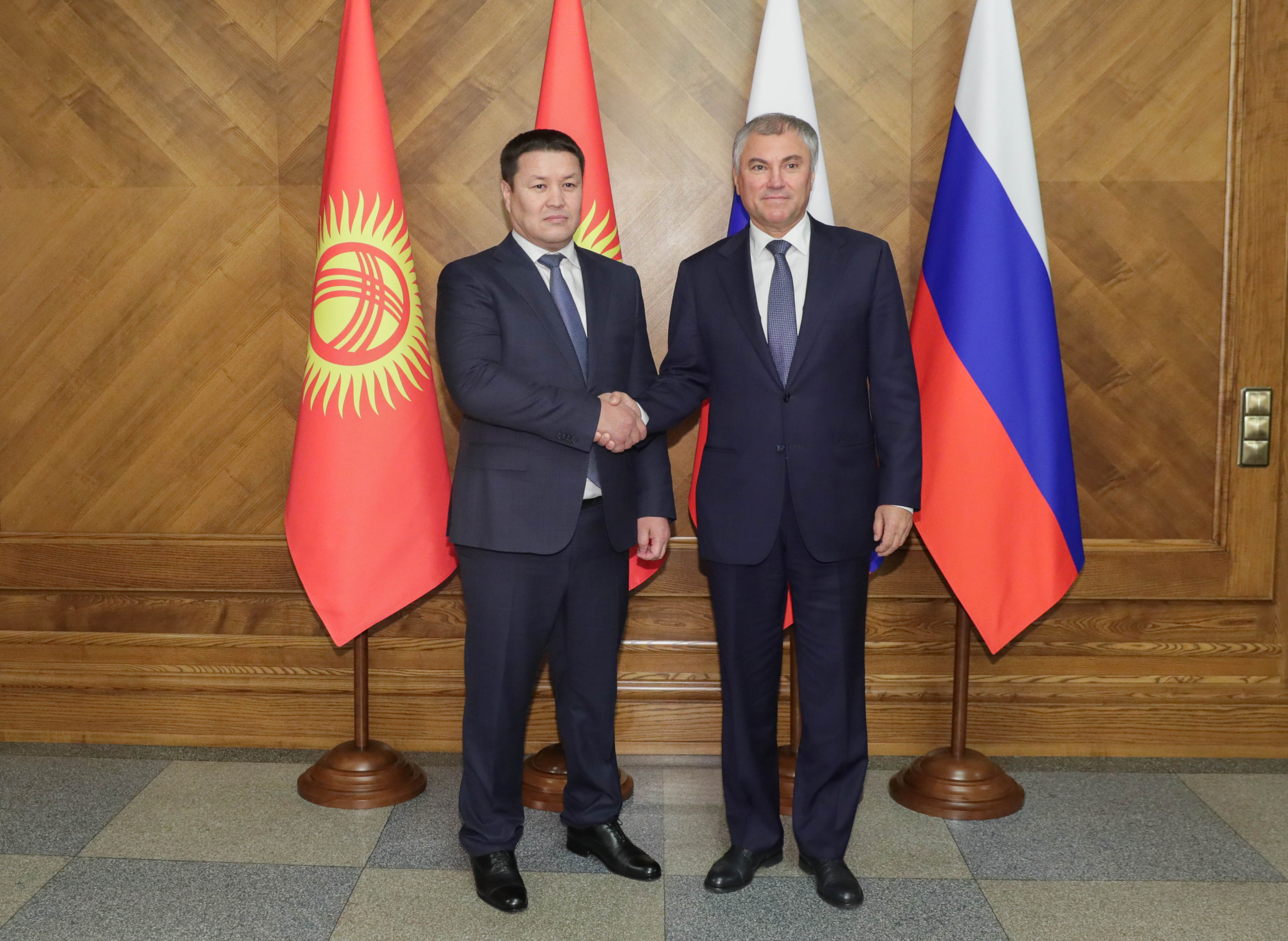
Встреча с Председателем Госдумы РФ Вячеславом Володиным. 7 декабря 2020 года

4 ноября 2020 года был избран Торага Жогорку Кенеша.
С 14 ноября 2020 года по 28 января 2021 года в соответствии со ст. 68 Конституции Кыргызстана стал исполняющим обязанности президента Киргизской Республики после того, как исполняющий обязанности президента Садыр Жапаров подал в отставку с намерением принять участие в президентских выборах.
С 4 ноября 2020 по 28 октября 2021 года был Торага Жогорку Кенеша. 28 октября временно приостановил полномочия председателя парламента в связи с участием на выборах в парламент 28 ноября 2021 года. Был снова избран Торага Жогорку Кенеша 29 декабря 2021 года в ходе тайного голосования на первом заседании VII созыва Жогорку Кенеша. 5 октября 2022 года покинул должность Торага Жогорку Кенеша по собственному желанию.

### Семья
Жена — Чинара Апсаматовна Мамытова (урождённая Апсаматова; род. 19 марта 1979). По профессии фельдшер-акушер. Во время президентства её мужа не появлялась вместе с ним на публике.
Отец четверых детей.

## Награды
- Почётная грамота Совета Межпарламентской Ассамблеи государств — участников Содружества Независимых Государств (21 ноября 2019 года, Межпарламентская ассамблея СНГ) — за активное участие в деятельности Межпарламентской Ассамблеи и её органов, вклад в укрепление дружбы между народами государств — участников Содружества Независимых Государств[8]